# Oostenrijk op de Olympische Zomerspelen 1928
Oostenrijk nam deel aan de Olympische Zomerspelen 1928 in Amsterdam, Nederland. Voor het eerst sinds 1896 werd weer eens goud gewonnen.

## Medailleoverzicht
| Sport         | Olympiër                 | Discipline      | Medaille |
| ------------- | ------------------------ | --------------- | -------- |
| Gewichtheffen | Franz Andrysek           | -60kg (m)       | Goud     |
| Gewichtheffen | Hans Haas                | -67,5kg (m)     | Goud     |
| Roeien        | Leo Losert Viktor Flessl | dubbel-twee (m) | Goud     |

## Deelnemers en resultaten

### Atletiek
| Olympiër            | Discipline               | Resultaat   | Prestatie |
| ------------------- | ------------------------ | ----------- | --- |
| Hermann Geißler     | 100m (m)                 | series      | serie 14: 3de in 11,2 |
| Hermann Geißler     | 200m (m)                 | kwartfinale | serie 12: 1ste in 22,4 kwartfinale 1: 4de |
| Hermann Geißler     | 400m (m)                 | kwartfinale | serie 13: 1ste in 50,2 kwartfinale 3: 5de |
| Ludwig Wessely      | 110m horden (m)          | series      | serie 2: 3de |
| Fritz Umfahrer      | hoogspringen (m)         | DNS         | kwalificatie groep B: niet gestart |
| Raimund Held        | polsstokhoogspringen (m) | DNS         | kwalificatie groep A: niet gestart |
| Fritz Umfahrer      | speerwerpen (m)          | DNS         | kwalificatie groep A: niet gestart |
| Ludwig Veselý       | tienkamp (m)             | 7e          | 100m: 7de in 11,6 verspringen: 9de met 6,73m kogelstoten: 7de met 12,58m hoogspringen: 13de met 1,70m 400m: 3de in 52,2 110m horden: 3de in 15,8 discuswerpen: 12de met 35,46m polsstokhoogspringen: 13de met 3,20m speerwerpen: 11de met 47,44m 1500m: 8ste in 4.47,0 totaal: 6224 punten |
|                     |                          |             | |
| Dolly Wagner        | 100m (v)                 | DNS         | serie 7: niet gestart |
| Josefine Lauterbach | 800m (v)                 | series      | serie 3: 8ste |
| Liesl Perkaus       | discuswerpen (v)         | 6e          | kwalificatie groep B: 2de met 33,54m finale: 6de met 33,54m |

### Boksen
| Olympiër         | Discipline  | Resultaat | Prestatie                             |
| ---------------- | ----------- | --------- | ------------------------------------- |
| Johann Fraberger | -66,7kg (m) | 17e       | 1ste ronde: V van CAN Smillie: punten |

### Gewichtheffen
| Olympiër         | Discipline  | Resultaat | Prestatie                                                                                             |
| ---------------- | ----------- | --------- | --- |
| Franz Andrysek   | -60kg (m)   | Goud      | drukken: 7de met 77,5kg trekken: 1ste met 90kg (OR) stoten: 1ste met 120kg (WR) totaal: 287,5kg (WR)  |
| Andreas Stadler  | -60kg (m)   | 6e        | drukken: 12de met 72,5kg trekken: 7de met 80kg stoten: 2de met 115kg totaal: 267,5kg                  |
| Hans Haas        | -67,5kg (m) | Goud      | drukken: 6de met 85kg trekken: 1ste met 102,5kg (OR) stoten: 1ste met 135kg (WR) totaal: 322,5kg (OR) |
| Anton Hangel     | -67,5kg (m) | 7e        | drukken: 10de met 77,5kg trekken: 4de met 90kg stoten: 3de met 120kg totaal: 287,5kg                  |
| Karl Hipfinger   | -75kg (m)   | DNF       | drukken: 13de met 82,5kg trekken: 5de met 95kg stoten: geen geldige poging                            |
| Franz Nitterl    | -75kg (m)   | DNF       | drukken: geen geldige poging                                                                          |
| Karl Freiberger  | -82,5kg (m) | 6e        | drukken: 5de met 95kg trekken: 7de met 95kg stoten: 5de met 132,5kg totaal: 322,5kg                   |
| Josef Zemann     | -82,5kg (m) | 7e        | drukken: 14de met 75kg trekken: 3de met 105kg stoten: 4de met 135kg totaal: 315kg                     |
| Josef Leppelt    | +82,5kg (m) | 5e        | drukken: 5de met 105kg trekken: 1ste met 110kg (OR) stoten: 4de met 140kg totaal: 355kg               |
| Rudolf Schilberg | +82,5kg (m) | 5e        | drukken: 3de met 115kg trekken: 6de met 105kg stoten: 7de met 135kg totaal: 355kg                     |

### Hockey
| Olympiër | Discipline | Resultaat | Prestatie                                                                                          |
| --- | ---------- | --------- | -------------------------------------------------------------------------------------------------- |
| August Wildam Egon Winter Fred Révi Emil Haladik Fritz Steiner Erwin Nossig Fritz Herzl Fritz Lichtschein Hubert Lichtneckert Hans Rosenfeld Hans Wald Kurt Lehrfeld Karl Ördögh Josef Berger Paul Massarek Willi Machu | mannen     | 9e        | groep A: 5de V van Brits-Indië: 0-6 V van Denemarken: 1-3 V van België: 0-4 W van Zwitserland: 1-0 |

| Groep A |             |             |             |             |             |            |            |            |        |
| #       | Land        | Wedstrijden | Wedstrijden | Wedstrijden | Wedstrijden | Doelpunten | Doelpunten | Doelpunten | Punten |
| #       | Land        | G           | W           | G           | V           | V          | T          | Saldo      | Punten |
| 1       | Brits-Indië | 5           | 3           | 2           | 0           | 26         | 0          | +26        | 8      |
| 2       | België      | 5           | 2           | 3           | 0           | 8          | 9          | -1         | 6      |
| 3       | Denemarken  | 5           | 2           | 2           | 1           | 5          | 8          | −3         | 4      |
| 4       | Zwitserland | 5           | 2           | 1           | 2           | 2          | 11         | −9         | 2      |
| 5       | Oostenrijk  | 5           | 1           | 1           | 3           | 1          | 14         | −13        | 0      |

| Ronde      | Datum     | Plaats      | Land | Score      | Land |
| ---------- | --------- | ----------- | ---- | ---------- | ---- |
| Groepsfase |           |             |      |            |      |
| 18 mei     | Amsterdam | Brits-Indië | 6-0  | Oostenrijk |      |
| 18 mei     | Amsterdam | Denemarken  | 3-1  | Oostenrijk |      |
| 18 mei     | Amsterdam | België      | 4-0  | Oostenrijk |      |
| 18 mei     | Amsterdam | Zwitserland | 0-1  | Oostenrijk |      |

### Paardensport
| Olympiër                                          | Discipline  | Resultaat | Prestatie     |
| Dressuur                                          | Dressuur    | Dressuur  | Dressuur      |
| ------------------------------------------------- | ----------- | --------- | ------------- |
| Gustav Grachegg                                   | individueel | 21e       | 191,96 punten |
| Wilhelm Jaich                                     | individueel | 14e       | 204,16 punten |
| Arthur von Pongracz                               | individueel | 13e       | 204,28 punten |
| Gustav Grachegg Wilhelm Jaich Arthur von Pongracz | team        | 6e        | 600,40 punten |

### Roeien
| Olympiër                 | Discipline      | Resultaat | Prestatie |
| ------------------------ | --------------- | --------- | --- |
| Viktor Flessl Leo Losert | dubbel-twee (m) | Brons     | serie 4: W van GBR Boardman/Guye: 7.55,8 2de ronde: V van USA Costello/McIlvaine: 6.55,2 3de ronde: W van NED Cox/Pieterse: 6.46,4 halve finale: V van USA Costello/McIlvaine: 6.45,2 |

### Schermen
| Olympiër                                                                               | Discipline      | Resultaat | Prestatie |
| -------------------------------------------------------------------------------------- | --------------- | --------- | --- |
| Richard Brünner                                                                        | Floret (m)      | 40e       | 1ste ronde groep 8: 5de V van FRA Ducret: 4-5 V van USA Every: 2-5 V van SWE Tingdahl: 4-5 W van ROU Savu: 5-1 W van EGY Misrahi: 5-1 W van ESP Alemán: 5-1 V van GER Thomson: 2-5 |
| Kurt Ettinger                                                                          | Floret (m)      | 13e       | 1ste ronde groep 7: 2de V van FRA Cattiau: 4-5 W van BEL Bru: 5-4 W van DEN Bærentzen: 5-4 W van NOR Bergsland: 5-2 W van FIN Appelroth: 5-1 W van ROU Caranfil: 5-0 halve finale 3: 6de V van FRA Gaudin: 1-5 V van ITA Gaudini: 1-5 V van BEL Bru: 3-5 V van GER Gazzera: 1-5 W van BEL Osiier: 5-4 W van ARG Viñas: 5-3 V van USA Calnan: 3-5 |
| Hans Lion                                                                              | Floret (m)      | 18e       | 1ste ronde groep 6: 2de V van HUN Rozgonyi: 1-5 W van SWE Uggla: 5-4 W van ESP García: 5-3 W van POL Segda: 5-2 W van YUG Freund: 5-1 halve finale 1: 5de V van GER Casmir: 4-5 V van ITA Pignotti: 1-5 V van FRA Cattiau: 1-5 V van USA Levis: 4-5 W van HUN Schenker: 5-2 W van NED Nederpeld: 5-3                                             |
| Richard Brünner Ernst Baylon Kurt Ettinger Hans Lion Hans Schönbaumsfeld Rudolf Berger | Floret team (m) | 4e        | 1ste ronde groep 4: 2de V van Italië: 1-15 W van Groot-Brittannië: 13-3 kwartfinale 1: 3de V van Frankrijk: 4-12 V van België: 6-10 W van Zwitserland: 9-7 |

### Schoonspringen
| Olympiër         | Discipline    | Resultaat | Prestatie                             |
| ---------------- | ------------- | --------- | ------------------------------------- |
| Josef Staudinger | 3m plank (m)  | 16e       | 1ste ronde groep 2: 6de met 28 punten |
| Josef Staudinger | 10m toren (m) | 16e       | 1ste ronde groep 2: 6de met 26 punten |
|                  |               |           |                                       |
| Klara Bornett    | 3m plank (v)  | 9e        | 40 punten                             |

### Wielersport
| Olympiër                     | Discipline  | Resultaat | Prestatie                                 |
| ---------------------------- | ----------- | --------- | ----------------------------------------- |
| Franz Dusika                 | tijdrit (m) | 15e       | 1.22,0                                    |
| August Schaffer              | sprint (m)  | 14e       | 1ste ronde serie 2: 3de herkansingen: 3de |
| Franz Dusika August Schaffer | tandem (m)  | 5e        | 1ste ronde: V van NED Leene/van Dijk      |

### Worstelen
| Olympiër             | Discipline     | Resultaat      | Prestatie |
| Grieks-Romeins       | Grieks-Romeins | Grieks-Romeins | Grieks-Romeins |
| -------------------- | -------------- | -------------- | --- |
| Ludwig Schlanger     | -60kg (m)      | 14e            | 1ste ronde: V van EST Väli: beslissing 2de ronde: V van HUN Kárpáti |
| Eugen Wiesberger Sr. | +82,5kg (m)    | 4e             | 1ste ronde: W van LAT Zvejnieks: beslissing 2de ronde: W van EGY Sobh 3de ronde: V van FIN Nyström: beslissing 4de ronde: W van HUN Badó 5de ronde: V van Tsjecho-Slowakije Urban |

### Zeilen
| Olympiër       | Discipline       | Resultaat | Prestatie                  |
| -------------- | ---------------- | --------- | -------------------------- |
| Robert Johanny | 12 voets jol (m) | 19e       | 39 punten: (9-DNF-DNF-DNS) |

### Zwemmen
| Olympiër          | Discipline          | Resultaat    | Prestatie                                  |
| ----------------- | ------------------- | ------------ | ------------------------------------------ |
| Hans Goldberger   | 100m vrije slag (m) | DNS          | serie 6: niet gestart                      |
| Fred Rödiger      | 100m vrije slag (m) | DNS          | serie 3: niet gestart                      |
| Fred Rödiger      | 400m vrije slag (m) | DNS          | serie 4: niet gestart                      |
| Hubert Nassau     | 100m rugslag (m)    | DNS          | serie 5: niet gestart                      |
| Fred Rödiger      | 100m rugslag (m)    | DNS          | serie 2: niet gestart                      |
| Edwin Friedberger | 200m schoolslag (m) | DNS          | serie 1: niet gestart                      |
| Karl Schäfer      | 200m schoolslag (m) | halve finale | serie 2: 2de in 2.56,6 halve finale 2: 4de |
|                   |                     |              |                                            |
| Idy Kohn          | 100m vrije slag (v) | DNS          | serie 4: niet gestart                      |
| Fritzi Löwy       | 100m vrije slag (v) | DNS          | serie 3: niet gestart                      |
| Fritzi Löwy       | 400m vrije slag (v) | series       | serie 3: 3de in 6.20,0                     |
| Idy Kohn          | 100m rugslag (v)    | DNS          | serie 1: niet gestart                      |
| Hedy Bienenfeld   | 200m schoolslag (v) | series       | serie 2: 4de                               |

Argentinië · Australië · België · Brits-Indië · Bulgarije · Canada · Chili · Cuba · Denemarken · Duitsland · Egypte · Estland · Filipijnen · Finland · Frankrijk · Griekenland · Groot-Brittannië · Haïti · Hongarije · Ierland · Italië · Japan · Joegoslavië · Letland · Litouwen · Luxemburg · Malta · Mexico · Monaco · Nederland · Nieuw-Zeeland · Noorwegen · Oostenrijk · Panama · Polen · Portugal · Roemenië · Spanje · Tsjecho-Slowakije · Turkije · Uruguay · Verenigde Staten · Zuid-Afrika · Zuid-Rhodesië · Zweden · Zwitserland